# Igor Smirnov (president)
Igor Nikolajevitsj Smirnov (Russisch: Игорь Никола́евич Смирно́в; Oekraïens: Ігор Миколайович Смирнов, Ihor Mykolajowytsch Smyrnow) (Petropavlovsk-Kamtsjatski, 23 oktober 1941) was president van Transnistrië van 1991 tot 2011. De jure is Transnistrië een provincie in het oosten van Moldavië, tegen de grens met Oekraïne. De facto heeft Moldavië echter geen zeggenschap over het territorium, en kent Transnistrië, dat dat zichzelf in 1990 onafhankelijk verklaarde onder de naam Pridnestrovische Moldavische Republiek (PMR), zijn eigen kenmerken van een staat. Deze wordt echter door geen enkel land ter wereld erkend.

## Politieke loopbaan
Smirnov is een voormalig metaalbewerker uit de Kamtsjatkaanse hoofdstad Petropavlovsk-Kamtsjatski, dat ligt in het Russische Verre Oosten. Smirnov arriveerde in 1987 in de Moldavische SSR, waar hij gekozen werd tot voorzitter van de Opperste Sovjet (Russisch: Верховный Совет). De Opperste Sovjet stond voor het hoogste bestuur met wetgevende macht in de Sovjet-Unie. Transnistrië maakte in die tijd nog deel uit van de Moldavische SSR. Aan het einde van de Sovjet-periode weigerde Transnistrië zich echter aan te sluiten bij Moldavië. Op 2 september 1990 verklaarde het bestuur ervan de onafhankelijkheid van Transnistrië. Igor Smirnov werd daarop benoemd tot president op 1 december 1991, ongeveer een maand voor de officiële ineenstorting van de Sovjet-Unie.

## Verkiezingen
In de tijd van haar bestaan zijn er in de Republiek vier presidentsverkiezingen gehouden, in 1991, 1996, 2000 en 2006. De uitslagen van die verkiezingen zijn door geen enkel land erkend. Elke keer werd Smirnov door een grote meerderheid verkozen, in 2001 won hij met 81,9% van de stemmen van zijn tegenstanders Tom Zenovitsj en Aleksandr Radtsjenko. In 1996 won Smirnov met 72% van de stemmen van zijn tegenstander Vladimir Malachov. Bij de jongste verkiezingen, in 2011, wist Smirnov echter niet de 2e ronde te halen met 24,66% van de stemmen. Zodoende werd hij op 30 december 2011 opgevolgd als president door Jevgeni Sjevtsjoek.

## Monitor
In 2003 bracht het Amerikaanse ministerie van Buitenlandse Zaken een rapport uit over de mensenrechtensituatie in Transnistrië. In dit rapport constateerden de onderzoekers dat het kiesrecht in Transnistrië niet veel voorstelt. Voorafgaand aan de presidentsverkiezingen van 2001 hadden de autoriteiten vrijwel alle politieke partijen en andersdenkende kranten opgeheven. Ook konden kandidaten zich niet registreren om deel te nemen aan de verkiezingen. Sindsdien worden de verkiezingen niet meer gecontroleerd door internationale organisaties, omdat dat deze "verkiezingen" alleen maar legitimiteit zou verschaffen.